# Faragó Ede
Vitéz Faragó Ede, Faragó Ede Sándor (Puhó-Felsőkocskóc, Trencsén vármegye, 1895. október 15. – Jászkisér, 1973. június?) magyar népművelő, cserkészvezető, országgyűlési képviselő.

## Élete
Faragó Gyula és Maggi Karolin evangélikus szülők gyermekeként született, iskoláit Léván végezte. Az első világháború kitörésekor, 1914-ben önként jelentkezett katonai szolgálatra, és a 14. honvéd gyalogezredhez került, melynek kötelékében végigharcolta a háborút. Harcolt az orosz és a román frontokon is, s az oroszok elleni első nagy offenzíva idején végig az első rajvonalban volt. Mint emléklapos százados és ötven százalékos hadirokkant fejezte be katonai szolgálatát.
A háborúban szerzett érdemeiért, bátor magatartásáért elnyerte a III. osztályú Katonai Érdemkeresztet, a két Signum Laudist, a Károly-csapatkeresztet, valamint a sebesülési érmet három csíkkal. Megkapta ezeken felül az életmentésért járó kitüntetést is, amit azzal érdemelt ki, hogy mint cserkésztiszt, egy alkalommal viharos időjárásban mentett ki, saját életét is kockáztatva, egy fuldoklót.
A háború után az őszirózsás forradalom kitörése Léván érte, ahol abban az időben katonai szolgálatot teljesített. Mint laktanya-ügyeletes tiszt gyors fellépésével leverte az ottani forradalmi megmozdulásokat; később részt vett a Pálmay Ernő helyőrségparancsnok által irányított csoport megszervezésében, és a térségbe bevonulni igyekvő cseh egységek ellen vezette századát. Galgócot utcai harcokban foglalta vissza, együttműködve a nyitrai tiszti különítménnyel. A harcokban egy robbanó lövedék szétroncsolta a jobb karját, ami miatt hónapokig ápolták kórházban Budapesten. Később egy ízben visszatért Lévára, ahol a csehek elfogták és egy időre bebörtönözték. Részint a háborús, részint e felvidéki harcokban tanúsított helytállása miatt egy évtized múltán, 1929-ben Horthy Miklós kormányzó vitézzé avatta. 1925. augusztus 29-én Budapesten feleségül vette Kis Etelka Annát.
Miután sebesüléséből felgyógyult, egy darabig még újból katonai szolgálatot teljesített, majd a magyar cserkészmozgalom országos szervezőnek kérte fel. A következő éveket ezért jobbára azzal töltötte, hogy – nehézségektől és áldozatvállalásoktól sem visszariadva – járta az ország településeit és minél több fiatalt próbált megnyerni a cserkészet eszméje számára. Két ízben külföldi úton is járt magyar cserkésztisztek élén: 1924-ben Dániában, 1929-ben pedig Svájcban vettek részt az ottani cserkész világtalálkozókon. Később a cserkészmozgalom ügyvezető elnöki, illetve országos társelnöki munkakörében tevékenykedett tovább, 1937-ben pedig Pest vármegye népművelésének irányítását kapta feladatul.
A cserkészmozgalomban kifejtett munkája egyfajta szociográfiai tevékenységnek is tekinthető, hiszen a legkülönfélébb városi és vidéki környezetekben – akár bányákban, gyárakban, de kistelepüléseken is – igyekezett megismerni a paraszt- és munkásfiatalság körülményeit, alapvető problémáit, ezzel pedig a 20. század első falukutatói közé is sorolható. A „terepen” így feltárt problémákat és szempontokat főként Pest megye népművelési irányítói beosztásában juttatta kifejezésre. Tapasztalataiból több irodalmi mű, számos cserkészeknek szóló könyv és cserkészlapokban megjelent újságcikk is született.
1935-ben kapcsolódott be az országos politikai életbe, amikor is elindult az akkori országgyűlési választáson a barcsi választókerületben, a Nemzeti Egység Pártja jelöltjeként, és biztos győzelemre is számíthatott, de Sztranyavszky Sándor akkori pártelnök kérésére átadta a helyét Mayer János volt közélelmezési és földművelésügyi miniszternek. A következő, 1939-es választáson viszont már bejutott a Parlamentbe, a gödöllői kerületből, három ellenjelölttel szemben győzelmet aratva, korábbi – időközben kissé átalakult és nevet változtatott – jelölő szervezete, a Magyar Élet Pártja színeiben. A képviselőházban a véderőbizottság, a közoktatási, valamint a könyvtári és múzeumi bizottság tagjának választották meg.

## Művei

### Cserkészkönyvek
- Kisfiú és a cserkészet (1928)
- Az öregcserkészet útjain (1929)
- Táborozási segédlet a vezetők számára (1929)
- Cserkészvezetők könyve
- Cserkészapród könyv (1931, 1933, 1937)
- Magyar cserkész a Jamboree-n (1933)
- Jó munkát! (1933; cserkész jótettek gyűjteménye)
- Harcoljunk Nagy-Magyarországért (1935)
- A cserkész és a családi nevelés (1937)
- Két cserkész az Olimpiászon (1937)

### Szépirodalmi munkák
- Ősök öröksége (1930, 1940)
- Öntudatos magyarság (1938, 1939)
- Tarlótűz-tábortűz (1942)
- Szociális Magyarország (1943)